# Eskelhems socken
Eskelhems socken ingick i Gotlands södra härad, ingår sedan 1971 i Gotlands kommun och motsvarar från 2016 Eskelhems distrikt.
Socknens areal är 37,78 kvadratkilometer, varav 37,62 land. År 2020 fanns här 599 invånare. Kyrkbyn Eskelhem med sockenkyrkan Eskelhems kyrka ligger i socknen. 

## Administrativ historik
Eskelhems socken har medeltida ursprung. Socknen tillhörde Banda ting som i sin tur ingick i Hejde setting i Medeltredingen.
Vid kommunreformen 1862 övergick socknens ansvar för de kyrkliga frågorna till Eskelhems församling och för de borgerliga frågorna bildades Eskelhems landskommun. Landskommunen inkorporerades 1952 i Stenkumla landskommun och ingår sedan 1971 i Gotlands kommun. Församlingen uppgick 2006 i Eskelhem-Tofta församling.
1 januari 2016 inrättades distriktet Eskelhem, med samma omfattning som församlingen hade 1999/2000.  
Socknen har tillhört samma fögderier och domsagor som Gotlands södra härad. De indelta båtsmännen tillhörde Gotlands andra båtsmanskompani.

## Geografi
Eskelhems socken ligger på västra Gotlands inland, söder om Visby. Socknen består av bördig slätmark omgiven av skogsmark.

### Gårdsnamn
Alvene, Boleks, Bringsarve, Butajde, Buters, Båters tomt, Båticke, Ekeby, Frändarve, Kvarne, Larsarve, Levide, Liffedarve, Lingsarve, Prästgården, Rosenbys, Rovalds, Rovaldstomt, Rovide, Sigvards, Simonarve, Sojvide, Tjuls, Ungahanse, Valdarve, Valde, Valve, Övide.

## Fornlämningar
Block med sliprännor finns i socknen. Från stenåldern finns några boplatser och från bronsåldern flera gravrösen där vid utgrävning av en vid prästgården en unik hästutrustning påträffats. Från järnåldern finns 16 gravfält och tre fornborgar.

## Namnet
Namnet (medeltida runinskrift yskilaim) har en oklar förled och efterleden hem, 'boplats, gård' här kanske 'bygd'.

## Befolkningsutveckling
| Befolkningsutvecklingen i Eskelhems socken 1571–2020 | Befolkningsutvecklingen i Eskelhems socken 1571–2020 | Befolkningsutvecklingen i Eskelhems socken 1571–2020 | Befolkningsutvecklingen i Eskelhems socken 1571–2020 | Befolkningsutvecklingen i Eskelhems socken 1571–2020 |
| --- | ---------------------------------------------------- | ---------------------------------------------------- | ---------------------------------------------------- | ---------------------------------------------------- |
| |                                                      |                                                      |                                                      |                                                      |
| År |                                                      |                                                      | Folkmängd                                            |                                                      |
| 1571 | 1571                                                 |                                                      | 170                                                  |                                                      |
| 1620 | 1620                                                 |                                                      | 181                                                  |                                                      |
| 1699 | 1699                                                 |                                                      | 274                                                  |                                                      |
| 1718 | 1718                                                 |                                                      | 309                                                  |                                                      |
| 1735 | 1735                                                 |                                                      | 349                                                  |                                                      |
| 1750 | 1750                                                 |                                                      | 343                                                  |                                                      |
| 1760 | 1760                                                 |                                                      | 357                                                  |                                                      |
| 1769 | 1769                                                 |                                                      | 372                                                  |                                                      |
| 1780 | 1780                                                 |                                                      | 487                                                  |                                                      |
| 1790 | 1790                                                 |                                                      | 499                                                  |                                                      |
| 1800 | 1800                                                 |                                                      | 584                                                  |                                                      |
| 1810 | 1810                                                 |                                                      | 575                                                  |                                                      |
| 1820 | 1820                                                 |                                                      | 589                                                  |                                                      |
| 1830 | 1830                                                 |                                                      | 678                                                  |                                                      |
| 1840 | 1840                                                 |                                                      | 706                                                  |                                                      |
| 1850 | 1850                                                 |                                                      | 795                                                  |                                                      |
| 1860 | 1860                                                 |                                                      | 858                                                  |                                                      |
| 1870 | 1870                                                 |                                                      | 870                                                  |                                                      |
| 1880 | 1880                                                 |                                                      | 869                                                  |                                                      |
| 1890 | 1890                                                 |                                                      | 744                                                  |                                                      |
| 1900 | 1900                                                 |                                                      | 729                                                  |                                                      |
| 1910 | 1910                                                 |                                                      | 677                                                  |                                                      |
| 1920 | 1920                                                 |                                                      | 697                                                  |                                                      |
| 1930 | 1930                                                 |                                                      | 666                                                  |                                                      |
| 1940 | 1940                                                 |                                                      | 651                                                  |                                                      |
| 1950 | 1950                                                 |                                                      | 610                                                  |                                                      |
| 1960 | 1960                                                 |                                                      | 526                                                  |                                                      |
| 1970 | 1970                                                 |                                                      | 431                                                  |                                                      |
| 1980 | 1980                                                 |                                                      | 523                                                  |                                                      |
| 1990 | 1990                                                 |                                                      | 632                                                  |                                                      |
| 2000 | 2000                                                 |                                                      | 637                                                  |                                                      |
| 2010 | 2010                                                 |                                                      | 595                                                  |                                                      |
| 2020 | 2020                                                 |                                                      | 599                                                  |                                                      |
| Anm: Källor: Umeå universitet - Tabellverket 1749-1859, Demografiska databasen, CEDAR, Umeå universitet, Befolkningsutvecklingen i Gotlands socknar 2000 - 2010, Folkmängden per distrikt, landskap, landsdel eller riket efter kön. År 2015 - 2022. Uppskattade folkmängden före 1750 baseras på Andersson Palm, Lennart (2000). Folkmängden i Sveriges socknar och kommuner 1571-1997. |                                                      |                                                      |                                                      |                                                      |

### Fotnoter
1. 1 2  Svensk Uppslagsbok andra upplagan 1947–1955: Eskelhem socken
2. ↑  ”Folkmängden per distrikt, landskap, landsdel eller riket efter kön. År 2015 - 2022”. Statistikdatabasen. Statistiska centralbyrån. http://www.statistikdatabasen.scb.se/pxweb/sv/ssd/START__BE__BE0101__BE0101A/FolkmangdDistrikt/. Läst 23 april 2023.
3. ↑  Harlén, Hans; Harlén Eivy (2003). Sverige från A till Ö: geografisk-historisk uppslagsbok. Stockholm: Kommentus. Libris 9337075. ISBN 91-7345-139-8
4. ↑  ”Församlingar”. Statistiska centralbyrån. https://www.scb.se/hitta-statistik/regional-statistik-och-kartor/regionala-indelningar/forsamlingar/. Läst 30 december 2022.
5. ↑  Administrativ historik för Eskelhem socken (Klicka på församlingsposten). Källa: Nationella arkivdatabasen, Riksarkivet.
6. ↑  Om Gotlands båtsmanskompani
7. 1 2  Sjögren, Otto (1931). Sverige geografisk beskrivning del 2 Östergötlands, Jönköpings, Kronobergs, Kalmar och Gotlands län. Stockholm: Wahlström & Widstrand. Libris 9939
8. 1 2 3  Nationalencyklopedin
9. ↑  Förteckning över slipskåror
10. ↑  Fornlämningar, Statens historiska museum: Eskelhems socken
11. ↑  Fornminnesregistret, Riksantikvarieämbetet: Eskelhems socken Fornminnen i socknen erhålls på kartan genom att skriva in sockennamn (utan "socken") i "Ange geografiskt område"
12. ↑  Mats Wahlberg, red (2003). Svenskt ortnamnslexikon. Uppsala: Institutet för språk och folkminnen. Libris 8998039. ISBN 91-7229-020-X. https://isof.diva-portal.org/smash/get/diva2:1175717/FULLTEXT02.pdf